# افغانستان در ۱۹۰۷
رویدادهایی که در سال ۱۹۰۷ میلادی در افغانستان رخ داده‌اند در ادامه بیان شده‌اند.

## متصدیان
- پادشاه – حبیب‌الله خان

## ۲ ژانویه ۱۹۰۷
امیر به عنوان مهمان نائب السلطنه (گلیبرت الیوت-مورای-کینیموند، گیلبرت الیوت اول) در حال دیدار از راج بریتانیا است، وی پس از دیدار از یک ارتش ۳۰٬۰۰۰ نفره در آگرا، که گفته می‌شود امیر خیلی تحت تأثیر قرار گرفته بود، به لندی کوتل و سپس به تاریخ ۲۸ ژانویه به کلکته می‌رسد. وی کلکته را ترک نموده و راهی بمبئی می‌شود و به تاریخ ۱۲ فوریه به آنجا می‌رسد. او به تاریخ ۲۵ فوریه بمبئی را با کشتی به مقصد کراچی ترک نموده و در ۲۷ فوریه به کراچی می‌رسد، نهایتاً به تاریخ ۷ مارس پیشاور را به مقصد خانه خود ترک می‌کند. از این توافق که هیچ پرسش سیاسی پرسیده نشود، شدیداً پیروی می‌گردد؛ این دیدار تنها به مقصد تبادل احترامات شخصی بود و همچنین این‌که امیر بتواند در این وقت کوتاه بیشترین معلومات ممکن را در مورد راج بریتانیا به‌دست‌آورد. به‌نظر می‌رسد که امیر از استقبال خالصانه از خود خیلی خوشحال است، اما هنگام بازگشتش به افغانستان، بیشتر افراد مذهبی از غذا خوردن او با اروپایی‌ها شدیداً اظهار نارضایتی می‌کنند. هرچند چیزی افشا نمی‌شود و هر گاه هرگونه نشانه‌ای از آن دیده شود شدیداً سرکوب می‌گردد.

## ۳۱ اوت ۱۹۰۷
یک پیمان میان بریتانیا و روسیه به امضاء می‌رسد، که در موارد ذیل به افغانستان مرتبط است:
- دولت بریتانیا هرگونه نیت مبنی بر تغییر وضعیت سیاسی در افغانستان را رد می‌کند و تعهد دارد که نه خود هیچ اقدامی در افغانستان انجام می‌دهد و نه افغانستان را تشویق به انجام اقدامی کند که روسیه را تهدید نماید. دولت روسیه، افغانستان را به عنوان یک منطقه نفوذ می‌شناسد و توافق دارد که تمامی روابط سیاسی با افغانستان را از طریق دولت بریتانیا انجام دهد و تعهد دارد که هیچ نماینده‌ای به افغانستان نفرستد.
- بریتانیا از مواد میثاق ۲۱ مارس ۱۹۰۵ کابل پیروی می‌نماید و تعهد دارد که هیچ بخشی از افغانستان را، برخلاف آنچه در میثاق گفته شده، به خاک خود ضمیمه یا اشغال نکرده، یا در اداره داخلی افغانستان دخالت نمی‌کند. این شرط نیز گذاشته می‌شود که امیر باید به آنچه در میثاق فوق‌الذکر تعهد نموده‌است عمل نماید.
- مقامات روسی و افغان که به‌ویژه به‌منظور حل مسائل مرتبط به سرحدات در مرز یا ولایات مرزی گماشته شده‌اند، می‌توانند برای حل مسائلی محلی که دارای ماهیت سیاسی نیست به‌طور مستقیم ارتباط برقرار نمایند.
- روسیه و بریتانیا اعلام می‌دارند که آن‌ها اصل مساوات برخورد در تجارت را به‌رسمیت می‌شناسند و توافق می‌نمایند که تمامی تسهیلاتی که برای تجارت و تجار بریتانیا و هندی-بریتانیایی قبلاً به‌دست آورده شده‌است یا در آینده به‌دست آورده می‌شود، به‌طور یکسان بر تجارت یا تجار روسی قابل اعمال می‌باشد.
- این توافقات تا زمانی‌که بریتانیا موافقت امیر به این توافقات را به روسیه ابلاغ نکند، نافذ نمی‌باشد. هدف نهایی این است تا تنها وضعیت جاری حفظ شود؛ این به نفع انگلیس خواهد بود تا روسیه حتماً تمامی حقوق تماس‌های مستقیم با افغانستان را باطل نماید، در حالی‌که از سوی دیگر امتیاز یکسان تجاری منفعتی سنجیده شده برای روسیه است.